# De doop van Christus (Titiaan)
De doop van Christus (Italiaans: Battesimo di Cristo) is een schilderij van Titiaan dat hij in 1511 of 1512 maakte. Het maakt deel uit van de collectie van de Capitolijnse Musea in Rome.

## Herkomst
De Spaanse koopman Juan (Giovanni) Ram gaf opdracht voor dit schilderij met zijn naamheilige, Johannes de Doper. Zelf is hij rechtsonder afgebeeld. In 1531 zag de kunsthistoricus en -verzamelaar Marcantonio Michiel het schilderij in het Venetiaanse huis van Ram. Kardinaal Carlo Pio di Savoia had het in 1624 in Rome in bezit. Prins Gilberto Pio di Savoia verkocht het in 1750 aan paus Benedictus XIV voor de Capitolijnse Musea.

## Voorstelling
De doop van Christus vindt plaats in een bosrijk landschap waar een rivier, de Jordaan, doorheen stroomt. Titiaan heeft de traditionele voorstelling van deze gebeurtenis verder ontwikkeld door de opstelling van de hoofdpersonen ingewikkelder te maken, georiënteerd langs een diagonaal die van linksboven naar rechtsonder gaat. Het lijkt alsof de figuur van Christus van onderaf gezien wordt en die van de opdrachtgever enigszins van bovenaf. Dit accentueert de dynamiek van de scène. Het rode gewaad van Christus zorgt voor een levendig kleuraccent linksonder. Uit de hemel, waar de gezichtjes van enkele cherubijnen zweven, daalt de Heilige Geest op Jezus neer, weergegeven als een witte lichtflits.
Op de achtergrond is een kasteel te zien en daarvoor een veld waar gieren een dood dier opeten, terwijl een persoon in paniek wegvlucht. De betekenis van deze details is niet duidelijk.
Het schilderij weerspiegelt een praktijk beschreven in de Zardino de oratione, een franciscaanse tekst die in 1493 in Venetië werd uitgegeven. In dit werk werd de lezer aangeraden om zich bij het gebed voor te stellen op een denkbeeldige plaats, zoals een tuin, te zijn.
Het werk wordt gedateerd op 1511-12. In dezelfde periode ontstonden De heilige familie met een herder en De drie leeftijden van de mens. Op beide schilderij komt een figuur voor die sterk lijkt op Johannes de Doper. Op het eerstgenoemde werk neemt hij ook een vergelijkbare pose aan.

## Afbeeldingen

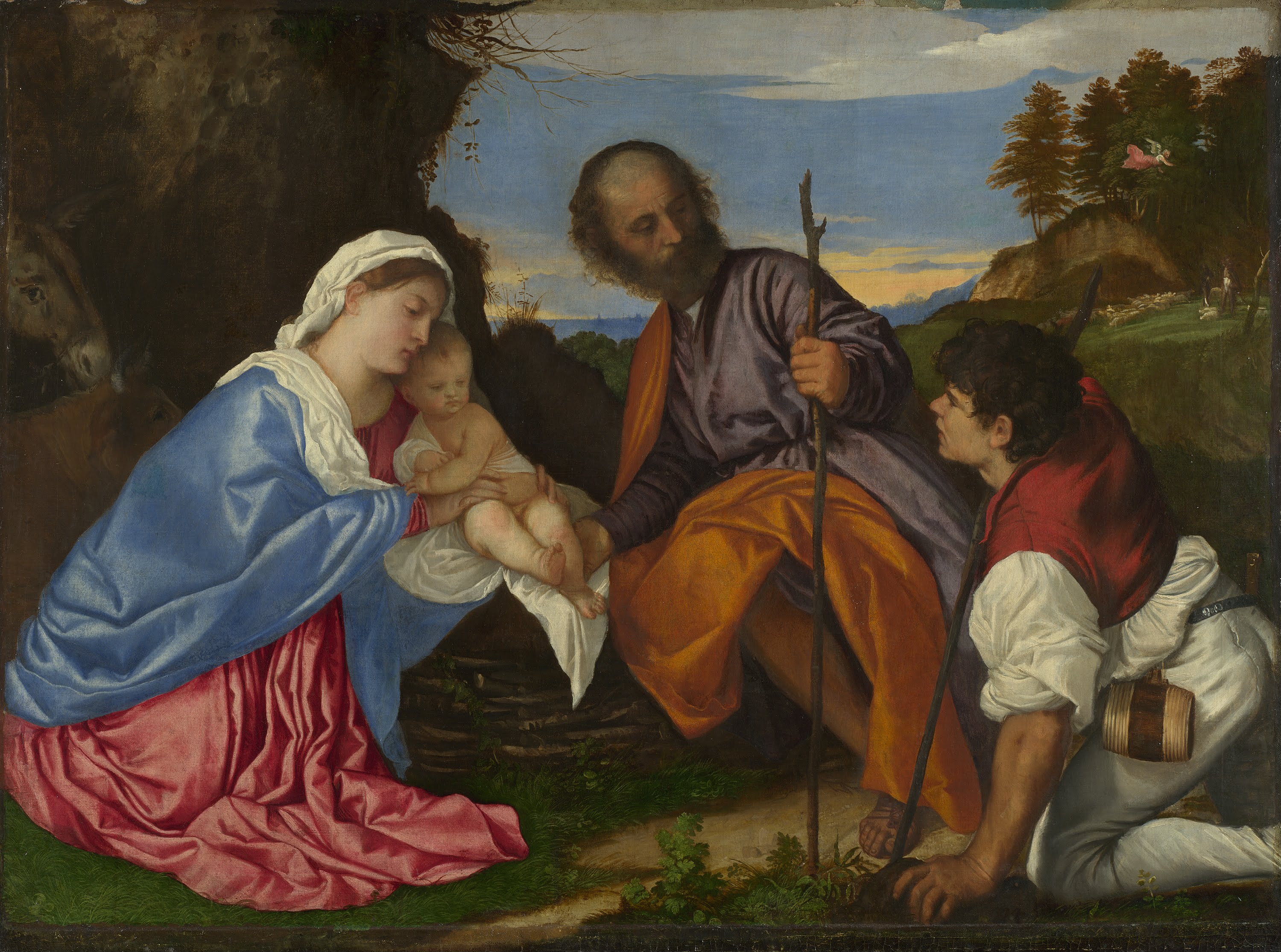
De heilige familie met een herder (circa 1510)
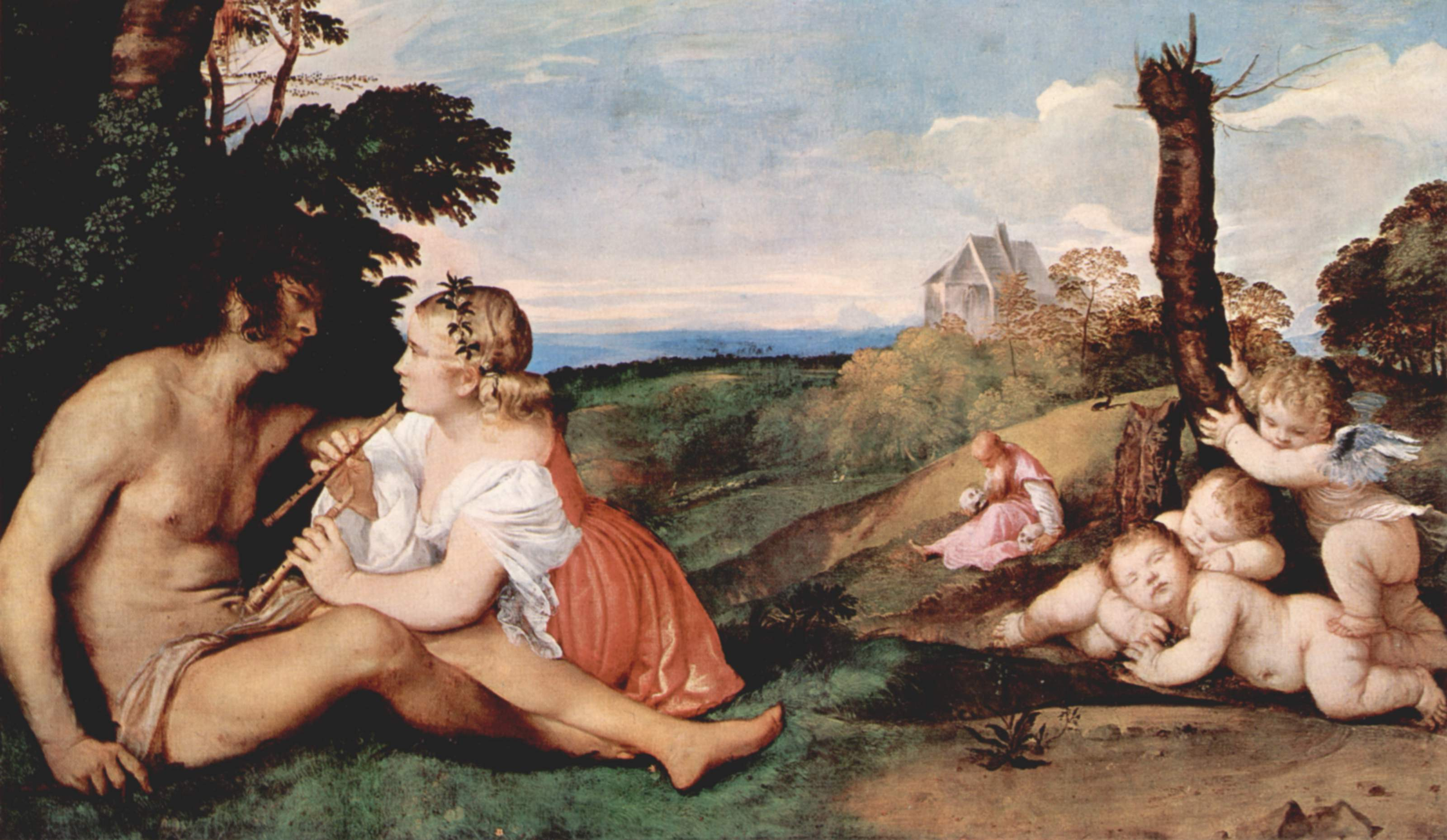
De drie leeftijden van de mens (1512-14)